# Бжедугхабль
Бжедугхабль (адыг. Бжъэдыгъухьабл) — аул в Красногвардейском муниципальном районе Республики Адыгея России. Относится к Садовскому сельскому поселению. 

## Географическое положение
Расположен в 20 км. к юго-востоку от села Красногвардейского, на берегу реки Белой, на границе с Белореченским муниципальным районом Краснодарского края.

## История
Основан в 1871 году переселенцами: черкесами (адыгами) из аулов Габукай, Понежукай, Пшикуйхабль, Кунчукохабль и др., греками-урумами из села Греческого и черкесогаями и черкесскими греками из Армянского аула.
С 1924 по 1929 годы — центр Бжедугхабльского сельсовета. Впоследствии в состав аула были включены хутора Черногоркин и Нижне-Назаров.

## Население
| 2002  | 2010  | 2013  | 2014 | 2015  | 2016  | 2017  |
| ----- | ----- | ----- | ---- | ----- | ----- | ----- |
| 917   | ↘902  | ↗947  | ↗967 | ↗1013 | ↗1020 | ↗1044 |
| 2018  | 2019  | 2020  | 2021 | 2023  | 2024  |       |
| ↘1041 | ↗1069 | ↘1068 | ↘968 | ↗993  | ↗1001 |       |

По переписи 1926 года на хуторе проживало 661 человек, из которых: греки — 286 (43,3 %), армяне — 116 (17,5 %), черкесы — 103 (15,6 %).
На начало XXI века национальный состав аула коренным образом изменился. В 2005 году из 909 жителей:
- русские — 457 чел. (50,3 %),
- курды — 256 чел. (28,2 %),
- армяне — 79 чел. (8,7 %),
- адыгейцы — 55 чел. (6,1 %),
- украинцы — 22 чел. (2,4 %),
- греки — 16 чел. (1,8 %)[3].

По данным Всероссийской переписи 2021 года:
| Народ               | Численность, чел. | Доля от всего населения, % |
| ------------------- | ----------------- | -------------------------- |
| курды               | 478               | 49,38 %                    |
| русские             | 350               | 36,16 %                    |
| адыги               | 55                | 5,68 %                     |
| армяне              | 54                | 5,58 %                     |
| другие / не указано | 31                | 3,20 %                     |
| всего               | 968               | 100,0 %                    |

## Известные уроженцы
- Берзегов, Нух Асланчериевич (1925—2002) — адыгейский советский государственный и партийный деятель, дипломат. Первый секретарь Адыгейского обкома КПСС (1960—1983), генеральный консул СССР в Варне (1983—1989).
- Костанов, Дмитрий Григорьевич (1912—1985) — адыгейский писатель и литературовед.

## Улицы
| - Выгонная - Гагарина - Зеленая - Клубная | - Красная - Красноармейская - Ленина - Переулок | - Пионерская - Пролетарская - Прямая - Степная - Широкая |